# Tassilo Küpper
Tassilo Georg Klemens Küpper (* 19. April 1947 in Düsseldorf) ist ein deutscher Mathematiker. Er war von 2001 bis 2005 Rektor der Universität zu Köln.

## Leben
Küpper studierte Mathematik und Physik an der Universität zu Köln. 1974 wurde er Mitglied der katholischen Studentenverbindung AV Hansea (Berlin) zu Köln im CV. Küpper wurde 1974 mit der Arbeit Einschließungsaussagen bei linearen gewöhnlichen Differentialoperatoren bei Johann Schröder promoviert. 1979 habilitierte er sich. Küpper lehrte anschließend 1980 als Gastprofessor an der Universität Bielefeld und 1981 an der Albert-Ludwigs-Universität Freiburg. Es folgten mehrere Forschungsjahre als Heisenberg-Stipendiat der Deutschen Forschungsgemeinschaft (DFG) an verschiedenen US-amerikanischen Universitäten, u. a. in Stanford, am California Institute of Technology in Pasadena, an der University of Arizona in Tucson und am Mathematic Research Center (MRC) der University of Wisconsin in Madison.
Seit 1982 lehrte er als ordentlicher Professor Numerische Mathematik an der Dortmunder Universität. 1986 folgte der Ruf auf den Lehrstuhl für Angewandte Analysis an die Universität Hannover, bevor er 1990 an die Universität zu Köln als Ordinarius für Angewandte Mathematik zurückkehrte. Er war von 1995 bis 1997 Dekan der Mathematisch-Naturwissenschaftlichen Fakultät und 1997 Erster Prorektor für Planung und Finanzen an der Kölner Universität. 2001 wurde Tassilo Küpper als Nachfolger von Jens Peter Meincke der 48. Rektor der Universität zu Köln. Unter seiner Ägide wurden umfassende zukunftsorientierte Maßnahmen und eine Restrukturierung an der Universität eingeleitet. Küpper war 2002 Gründungsmitglied des Vereins KölnAlumni. 2005 wurde Axel Freimuth sein Nachfolger.

## Werk
Zu den Hauptforschungsgebieten von Küpper gehören die Theorie der Verzweigungen sowie die Dynamischen Systeme (Analysis und Numerik). Lange vor dem China-Boom der 2000er Jahre stand Tassilo Küpper bereits in engem Kontakt mit chinesischen Universitäten und Wissenschaftlern. Bereits 1988 wurde er Honorarprofessor an der Jilin-Universität (JLU) in Changchun im Nordosten Chinas.
Lange Jahre war Küpper Mitglied der Landesjury Jugend forscht. Küpper ist Mitglied im Ehrenrat des Kölner Stadtrats und in etlichen anderen wissenschaftlichen, wirtschaftlichen und sozialen Gremien engagiert.

## Schriften
- Mit Hans D. Mittelmann, Helmut Weber: Numerical Methods for Bifurcation Problems, Birkhäuser Basel 1984, ISBN 3764316276
- Mit Rüdiger U. Seydel, Hans Troger: Bifurcation: Analysis, Algorithms, Applications, Birkhäuser Basel 1998, ISBN 3764317981
- Mit Kristina Engelhard, Dagmar Herrmann: Immanuel Kant (1724-1804). Leben Werk Wirkung - Gedächtnisschrift zum 200. Todestag, Kirsch 2004, ISBN 3933586399
- Demographischer Wandel als Innovationsquelle für Wirtschaft und Gesellschaft, Hanns Martin Schleyer-Stiftung 2005, ISBN 3980920623